# 苯基银
苯基银是一种有机银化合物，化学式为C6H5Ag，为白色固体。它可由硝酸银的乙醇溶液在15 °C十分缓慢地滴加至过量的三烷基苯基锡（或−10 °C滴加至三烷基苯基铅）的乙醇溶液得到。如果使用硝酸银的饱和溶液，则会产生亮黄色的5C6H5Ag·2AgNO3。它也可由硝酸银和二苯基锌以1:2摩尔比在0 °C反应得到；若以1:1摩尔比反应，则会产生橙色的C6H5Ag·2AgNO3。早期使用苯基溴化镁合成的苯基银样品中因含镁盐或银盐的杂质，使其稳定性降低。
苯基银以5 °C/min升温时，67 °C分解；以10 °C/min升温时，47 °C爆炸。分解的反应方程式为：
2 C6H5Ag → C6H5-C6H5 + 2 Ag

## 拓展阅读
- John P. Fackler. Robert A. Scott , 编. . Chichester, UK: John Wiley & Sons, Ltd. 2011-12-15  [2020-12-09]. ISBN 9781119951438. doi:10.1002/9781119951438.eibc0206 （英语）.